# ناخار
ناخار (به لاتین: Nakhar) یک منطقه مسکونی در جمهوری آذربایجان است که در شهرستان آب‌شوران واقع شده است.